# 歌澤寅右衛門
歌澤 寅右衛門（うたざわ とらうえもん、本名：平田 守、1930年6月20日 - ）は、東京都出身の劇団青年座所属の俳優。

## 人物
早稲田大学中退。身長164cm・体重63kg。特技は日本舞踊・洋舞・乗馬・水泳・射撃・三味線。劇団俳優座養成所5期生で、『水戸黄門』を始めとする時代劇では主に悪徳商人役を演じていた。その他にも1980年代には『スターどっきり（秘）報告』の「コラおじさん」役として親しまれた。

## 出演

### 舞台
- からゆきさん
- 怪盗ジゴマ
- 安楽兵舎
- 心中 天の橋立

### 映画
- 君も出世ができる
- 人間の條件 - 福本 役（平田守名義）
- ルパン三世 念力珍作戦 - 技師 役（平田守名義 *ノンクレジット）
- 千利休 本覺坊遺文 - 侍医 役
- 八月の狂詩曲
- プライド・運命の瞬間 - 木戸幸一 役
- メゾン・ド・ヒミコ - ルビイ 役
- 劇場版 仮面ライダーアギト PROJECT G4 - 老人 役
- ソラニン 薬局前の老人役

### テレビドラマ
- 風（1967 - 1968年）（平田守名義）
- 日本怪談劇場 第10話「怪談 笠森お染 幽霊茶屋」（1970年、12ch） - 薄田正興（平田守名義）
- 変身忍者 嵐 第41話「母のない子と嵐の母!!」（1973年） - 元庵（ジャワラ）（平田守名義）
- 大河ドラマ
  - 元禄太平記（1975年）（平田守名義）
  - 草燃える（1979年） - 坊門信清 役
- 大江戸捜査網
  - 第227話「殺しの烙印を消せ」（1976年） - 武蔵屋利助（平田守名義）
  - 第605話「わが子を返せ! 母二人の対決」（1983年）
- Gメン'75（平田守名義）
  - 第35話「豚箱の中の刑事」（1976年） -医者
  - 第51話「刑事訴訟法47条女子大生ジャック」（1976年） - 中川課長
  - 第56話「魚の眼の恐怖」（1976年） - 中里医院院長
  - 第59話「東京－沖縄　縦断捜査網」（1976年） -  信雄の母のお客
  - 第62話「拳銃を撃てない警官」（1976年） - ヌードスタジオの客
  - 第108話「ヌードモデル殺人事件」（1977年） - 裁判長
  - 第112話「宇宙食の恐怖」（1977年） - 関東刑務所教務課主任
  - 第114話「極秘捜査　赤ちゃん誘拐！」（1977年） - めぐみの養父
  - 第149話「結婚式の夜の出来事」（1978年） - 菅原
  - 第156話「女子大生誘拐！」（1978年） - 夏川信吉
  - 第165話「ジープに乗った悪魔」（1978年） - 大東火薬工場工場長
  - 第167話「交通違反者の復讐」（1978年） - ベルメール支配人
  - 第182話「赤ちゃん盗難事件」（1978年） - 交番の警官
  - 第189話「危機一髪！お年玉爆弾カメラ」（1978年） - 質屋「きく屋」の主人
  - 第218話「梟の森　みな殺しの夜」（1979年） - 富士松井田署刑事
  - 第255話「女が掘った落し穴」（1980年） - 加美山警視
  - 第287話「手術台の上の悪魔」（1980年） - 井上運送社長
  - 第338話「刑事が許可した殺人事件」（1981年） - 平井徳治
  - 第351話「幽霊の指紋」」（1982年） - 黒谷署捜査主任
- 白い巨塔（1978年） - 大阪高等裁判所の書記官 役
- 3年B組金八先生（TBS）
  - 第1シリーズ 第5話（1979年11月23日） - 教育委員 役（平田守名義）
  - 第4シリーズ（1995年10月12日 - 1996年3月28日） - 能登正之 役
  - 第5シリーズ 第5話・第6話（1999年11月11日・11月18日） - 梅原ミツオ 役
- うちの子にかぎって…（1984年） - 小林福一郎 役
- ニュードキュメンタリードラマ昭和 松本清張事件にせまる 第23回「三島由紀夫自決事件」（1984年9月13日） - 証言者として出演
- 東映不思議コメディーシリーズ（フジテレビ・東映）
  - 勝手に!カミタマン 第17話「爆笑! 海賊おじさん」（1985年7月28日） - 行川アイランド支配人
  - 魔法少女ちゅうかなぱいぱい!（1989年9月10日） - 校長 役
    - 第13話「悪魔の椅子」（4月9日）
    - 第17話「幻のグラウンド」（5月7日）

  - 魔法少女ちゅうかないぱねま! 第8話「トオルの鬼先生」（1989年9月10日） - 校長 役
- 火曜サスペンス劇場 （日本テレビ）
  - エンゲージリング（1986年6月24日）
  - 「下弦の月 - 鬼熊事件 - 」（1990年3月27日）
  - 松本清張作家活動40年記念スペシャル・ゼロの焦点（1991年7月9日）
  - 警部補 佃次郎6 小壜に詰めた死（1998年8月11日） - 桑島院長 役
- 西田敏行の泣いてたまるか 第10話「ぼくの父さんはシェフ」（1986年、TBS / 国際放映、東阪企画）
- 水戸黄門（TBS / C.A.L）
  - 第19部
    - 第7話「人買い光右衛門 -尾花沢-」（1989年11月6日） - 五斗屋源兵衛
    - 第19話「人情娘馬子唄 -郡上八幡-」（1990年2月5日） - 彦六

  - 第20部
    - 第3話「情けが仇のとろろ汁 -駿府-」（1990年11月5日） - 清水屋
    - 第23話「お助け母さんひえつき節 -宮崎-」（1991年4月15日） - 鍵屋
    - 第38話「呑ん兵衛医者の秘密 -酒田-」（1991年7月29日） - 北海屋儀右衛門

  - 第21部
    - 第10話「嫁のこころ姑しらず -日田-」（1992年6月8日） - 丸高屋
    - 第22話「仏の里の鬼退治 -彦根-」（1992年8月31日） - 浅井屋

  - 第22部
    - 第11話「弟思いのあほんだら兄貴 -大坂-」（1993年7月26日） - 北前屋
    - 第17話「正義で織った大島紬 -鹿児島-」（1993年9月6日） - 奄美屋
    - 第24話「助けた娘はお姫様 -姫路-」（1993年10月25日） - 万田屋
    - 第36話「花のお江戸の大掃除 -江戸-」（1994年1月24日） - 神津屋

  - 第23部
    - 第10話「親子喧嘩の腕比べ -田鶴浜-」（1994年10月10日） - 犀河屋
    - 第23話「命の恩人は大嘘つき -下関-」（1995年1月16日） - 鳴海屋
    - 第36話「迷子になった黄門様 -岐阜-」（1995年4月17日） - 八幡屋

  - 第24部
    - 第8話「謎の美剣士! 紅夜叉 -岡山-」（1995年11月6日） - 浅黄屋
    - 第18話「銘酒の里の悪退治 -柳井-」（1996年1月22日） - 沖津屋

  - 第25部 第25話「罠を仕掛けた釣り天井-高山-」(1997年6月16日)　- 八幡屋
  - 第26部 第3話「頑固者の意地比べ-堺-」　　　(1998年2月23日)　- 渡海屋玄六
- ザ・刑事（1990年）
- 大岡越前（TBS / C.A.L）
  - 第11部 第11話「命がけの庇い合い」（1990年7月2日） - 相模屋
  - 第12部
    - 第4話「毒の匂いのする女」（1991年11月4日） - 玄界屋重右衛門
    - 第21話「鬼を泣かせた大工裁き」（1992年3月9日） - 源兵衛

  - 第13部 第12話「金の亡者は悪検校」（1993年2月1日）- 佐原屋
- 不思議な幻燈館（1991年）- 第８話
- 牟田刑事官事件ファイル 第17作「能登 - ヨコハマ四重殺人」（1992年10月10日、テレビ朝日）
- 江戸を斬るVIII（TBS / C.A.L） 
  - 第8話「悪たれ婆さんの涙」（1994年3月21日） - 楢屋 役
  - 第24話「贋金の夢を見た」（1994年） - 唐島屋 役
- 月曜ドラマスペシャル 松本清張特別企画・父系の指（1995年1月16日、TBS）
- 水戸黄門外伝 かげろう忍法帖 第6話「百花繚乱夢芝居」（1995年6月26日、TBS） - 住吉屋 役
- 税務調査官・窓際太郎の事件簿（1998年 - ）
- はぐれ刑事純情派 第12シリーズ 第22話「蒸発した夫が殺人犯!? 10年待った女！」（1999年）
- はなまるマーケット殺人事件（2000年）
- レッツ・ゴー!永田町（2001年）- 予算委員会委員長 役
- こちら本池上署（2002 - 2005年）
- クニミツの政（2003年）
- 終りに見た街（2005年12月3日、テレビ朝日）
- 瞳（2008年） - 村松老人会長 役
- いじわる婆さん(2009年）（患者)
- フジテレビ開局50周年記念ドラマ特別企画 黒部の太陽（2009年3月、フジテレビ）
- 夫婦道 第2シリーズ（2009年） - 第八回/医師 役
- 刑事一代 平塚八兵衛の昭和事件史（2009年6月、テレビ朝日）
- 土曜ワイド劇場 刑事殺し 完結編（2009年8月22日、テレビ朝日） - 老人 役
- 月曜ゴールデン 浅見光彦シリーズ27 斎王の葬列（2009年9月7日、TBS）
- 特別ドラマ企画 誰かが嘘をついている（2009年10月6日、フジテレビ）

### バラエティー番組
- スターどっきり（秘）報告 - コラおじさん 役

### レコード
- 父よあなたは怒鳴ってくれた（1985年）